# Монтгомери (округ, Джорджия)
Монтго́мери (англ. Montgomery County) — округ штата Джорджия, США. Население округа на 2000 год составляло 8270 человек. Административный центр округа — город Маунт-Вернон.

## История
Округ Монтгомери основан в 1793 году.

## География
Округ занимает площадь 634.5 км2.

## Демография
Согласно Бюро переписи населения США, в округе Монтгомери в 2000 году проживало 8270 человек. Плотность населения составляла 13 человек на квадратный километр.